# Heodes cupreus
Heodes cupreus är en fjärilsart som beskrevs av Edwards 1870. Heodes cupreus ingår i släktet Heodes och familjen juvelvingar. Inga underarter finns listade i Catalogue of Life.